# Dawson Creek
Dawson Creek is een stad in de Canadese provincie Brits-Columbia. De stad telde in 2021 12.323 inwoners.

## Geschiedenis
De naam van het stadje is afgeleid van de gelijknamige beek die er doorheen voert en zelf weer vernoemd is naar de Canadese geoloog George Mercer Dawson, die er in 1879 langs trok met zijn team. Van origine was het een landbouwdorpje, maar dit veranderde toen in 1932 de Northern Alberta Railways naar het plaatsje doorgetrokken werd. De boeren die naar de plaats getrokken waren door de Dominion Lands Act (1912) kregen toen steeds meer gezelschap van mensen die gingen werken in de spoorwegbouw, bij nieuw gebouwde graanzuigers of in de groeiende middenstand. Toen het Amerikaanse leger in 1942 de spoorlijn ging gebruiken voor het vervoeren van materiaal voor de bouw van de Alaska Highway groeide de bevolking snel. In de jaren 1950 werd een snelweg (Tupper Highway en John Hart Highway) en een spoorlijn (Pacific Great Eastern Railway) door de Rocky Mountains aangelegd, waardoor de plaats verbonden werd met het Canadese binnenland. Hierdoor verdriedubbelde de bevolking tussen 1951 en 1961. Vanaf de jaren 1960 kwam de groei echter tot stilstand. Ten zuiden van de stad werd later olie gevonden. Met de stijgende olieprijzen ontstonden vanuit het nabijgelegen Fort St. John ook activiteiten in de olie- en gasindustrie. In 2009 werd nabij de plaats het eerste windmolenpark van Brits-Columbia geopend: het Bear Mountain Wind Park. 

## Geboren
- Cody Hay (28 juli 1983), kunstschaatser